# 프로이센주

프로이센주(독일어: Provinz Preußen)는 프로이센 왕국 동부의 주였다.